# Uesugi Kagenobu
Uesugi Kagenobu (上杉 景信 Uesugi Kagenobu, Thượng Sam Cảnh Tín) (còn có tên là Nagao Kagenobu, ????-1578) là một samurai và là cháu của Uesugi Kenshin trong thời kỳ Sengoku của Nhật Bản. Ông là một thuộc tướng được Uesugi kính trọng và có mặt trong trận Kawanakajima thứ tư. Sau khi Kenshin mất, ông đã theo phục vụ cho Uesugi Kagetora, nhưng mất ở trận Ôtate no Ran.